# In Concert at the Troubadour, 1969
In Concert at the Troubadour, 1969 – album koncertowy autorstwa Ricky'ego Nelsona nagrany podczas koncertów w The Troubadour w Los Angeles pod koniec 1969 roku. Album zawierał debiut zespołu Stone Canyon Band, w skład którego wchodzili Randy Meisner, Tom Brumley, Allen Kemp i Patrick Shanahan. Został wydany w 1970 roku przez Decca Records. 